# Château de Botszentgyörgy
Botszentgyörgy, ou Nagykanizsa-Botszentgyörgy, fut un château du XVe siècle situé dans le comitat de Zala en Hongrie. Il n'en reste aujourd'hui que des ruines. Il est familièrement appelé par les habitants de la région Romlottvár (« château démoli »).

## Histoire
Il a existé plusieurs croyances locales sur l'origine de ce château : certains pensaient qu'il appartenait aux Zrínyi, d'autre qu'il avait attiré la convoitise du Sultan de Kanizsa et qu'il l'habitait. En fait, il était propriété de la famille Both: János Both de Bajna, ban de Croatie, Slavonie et Dalmatie, époux de Apollónia Csapy qui hérite des terres par son père, commandite un architecte qui commence la construction en 1480.
La vie au château est paisible jusqu'à l'expansion turque. Un certain Mihály Kis de Vid est cité en 1506 comme gouverneur (várnagy en hongrois) du château. À partir de 1540 et jusque dans les années cinquante, les Turcs multiplient leurs incursions dans le comitat de Somogy, près de Szentgyörgy. Cette période a entraîné de nombreuses modifications dans le système de protection, comme des remparts, installés en 1570, qui l'entourent et lui donnent l'aspect d'une forteresse. En 1555, Tamás Nádasdy propose d'examiner et de renforcer l'attaque, mais cela n'est pas une priorité. En 1563, il appartient à la fois à Gábor et à Gáspár Both de Bajna. Après la défaite de Szigetvár en 1566, Gáspár Both résiste à un siège turc. En raison de sa vulnérabilité, Ferenc Tahy, capitaine en chef du quartier général nouvellement organisé de Balaton-Dráva (Kanizsa), y place une garde de mercenaire royal. Appartenant désormais au quartier général, la forteresse est inscrite en 1574 parmi les fortifications pour la protection de Kanizsa. Les Turcs assiègent à nouveau le château en 1575, sans succès.
En 1577, après de longs débats, le Conseil de guerre royal adopte une nouvelle stratégie de défense en relation avec les forts frontaliers hongrois. Le "contrôle actif" laisse place à une défense passive. Ce concept est directement appliqué au château de Nagykanizsa-Botszentgyögry. Ainsi, entre autres modifications, la porte d'entrée principale est modifiée. Puis la stratégie de défense des environs changeant - les lignes sont tirées vers l'arrière - le château devient inutile et est abandonné. Après quelques années d'attente, l'ex-fastueux et lumineux château, qui a connu les dernières années de son existence en tant que château frontalier, est détruit en 1577 après l'achèvement de la forteresse de Szentmiklós (Miklósfai).
|  |  |

## Fouilles
Elles ont débuté modestement en 1969 (Róbert Müller), puis en 1973, 1974, 1976 puis de 1989 à 1990.
Sont découverts dans l'aile ouest les cuisines et les magasins. La cour, au sud, a 27 mètres de profondeur. Le château est protégé sur le côté sud par une grande tour. Est retrouvé un poêle de style gothique tardif ainsi que de nombreux objets qui témoignent d'un mode de vie aristocratique élevé. Sont retrouvés de l'or et des verres de Venise. On retrouve également de nombreux éléments gothiques et Renaissance en pierre, ainsi que du plomb pour les vitres des fenêtres. Ont aussi été découverts dans l'aile nord les traces de toilettes.

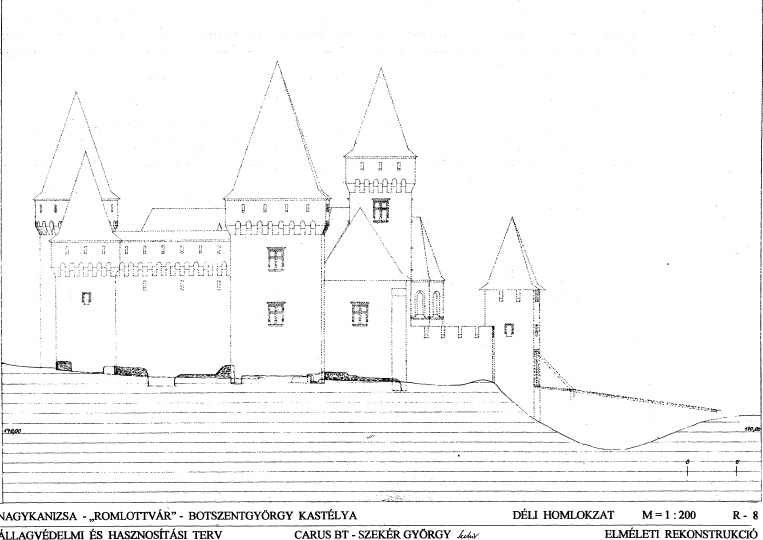
Plan du château.
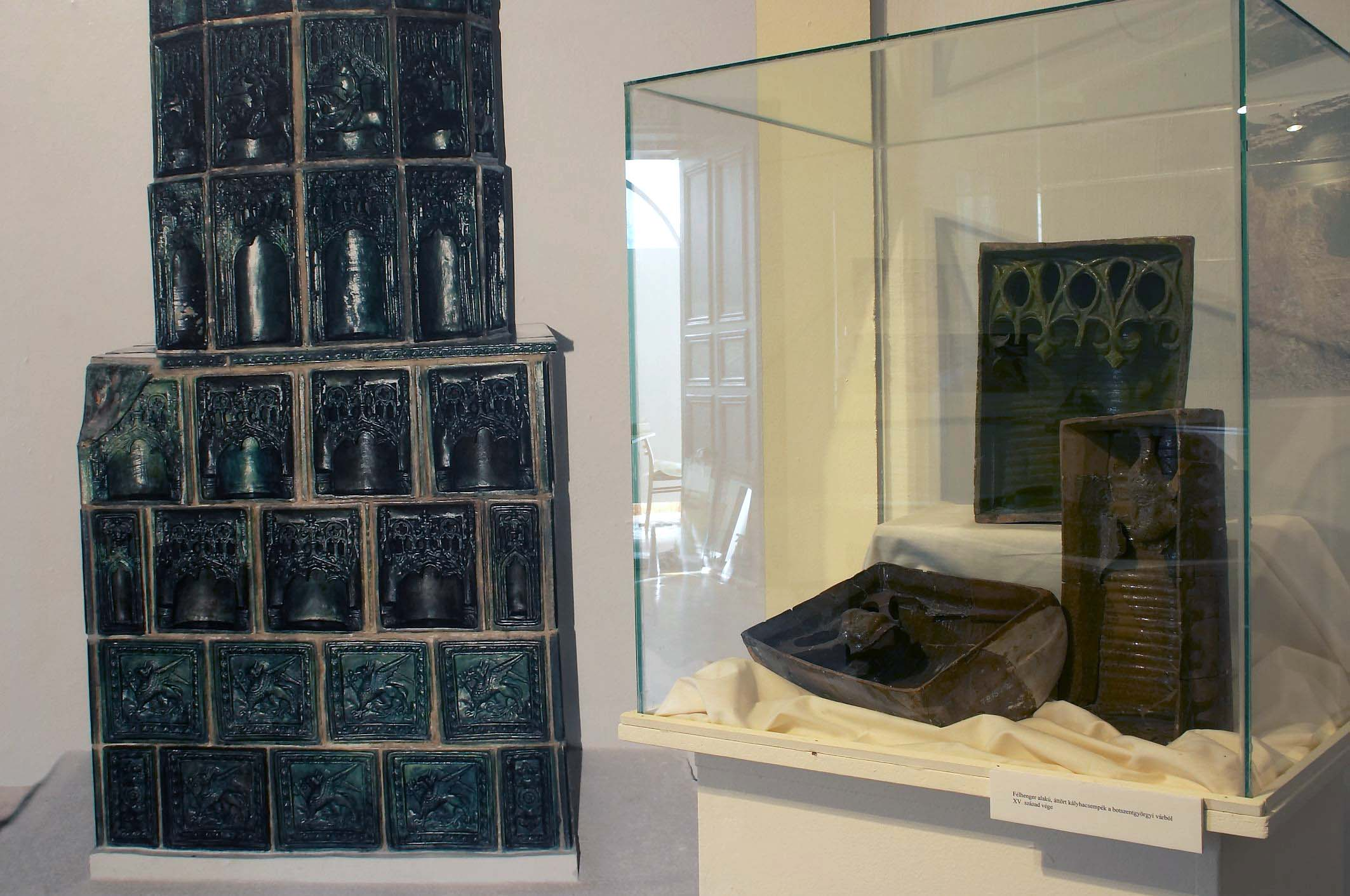
Poêle de style gothique retrouvé lors des fouilles.
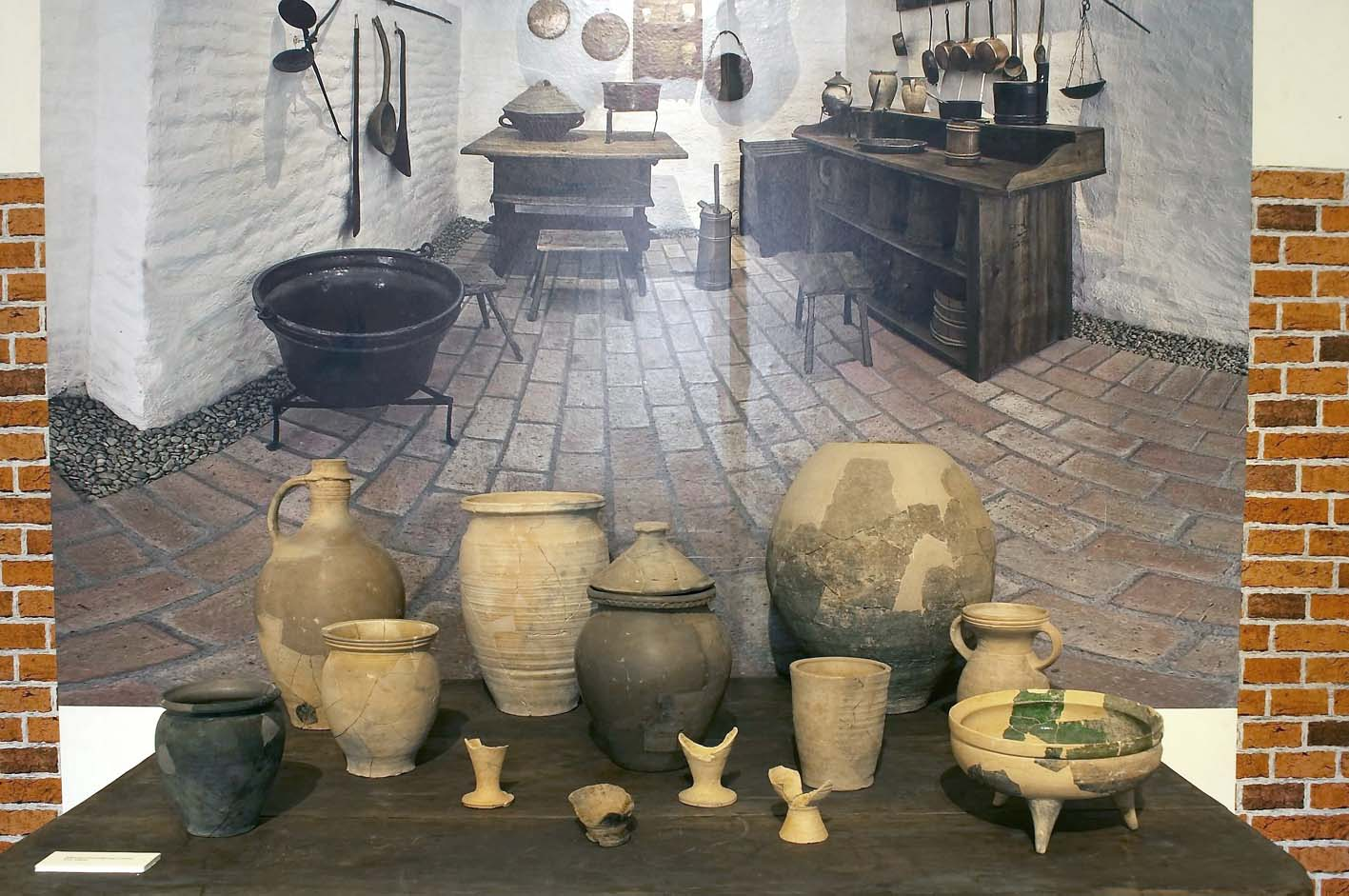
Poteries retrouvées lors des fouilles avec reconstitution des cuisines.
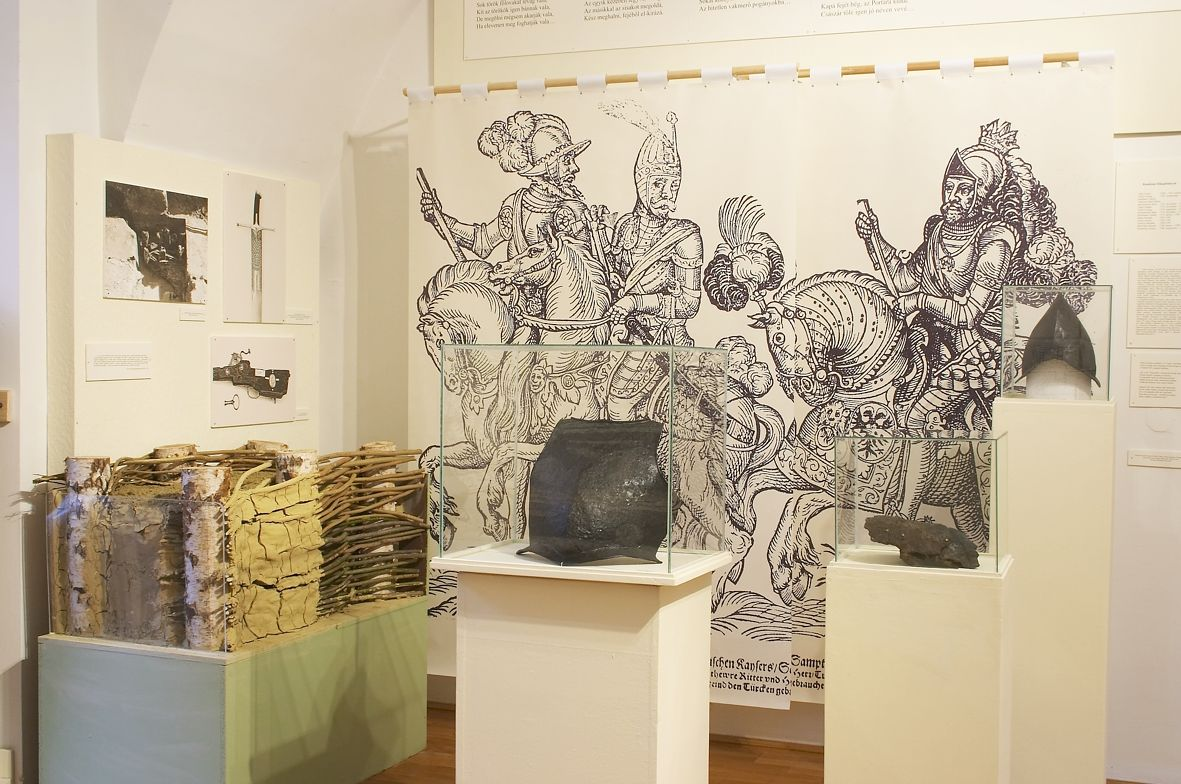
Pièces d'armures retrouvées lors des fouilles.
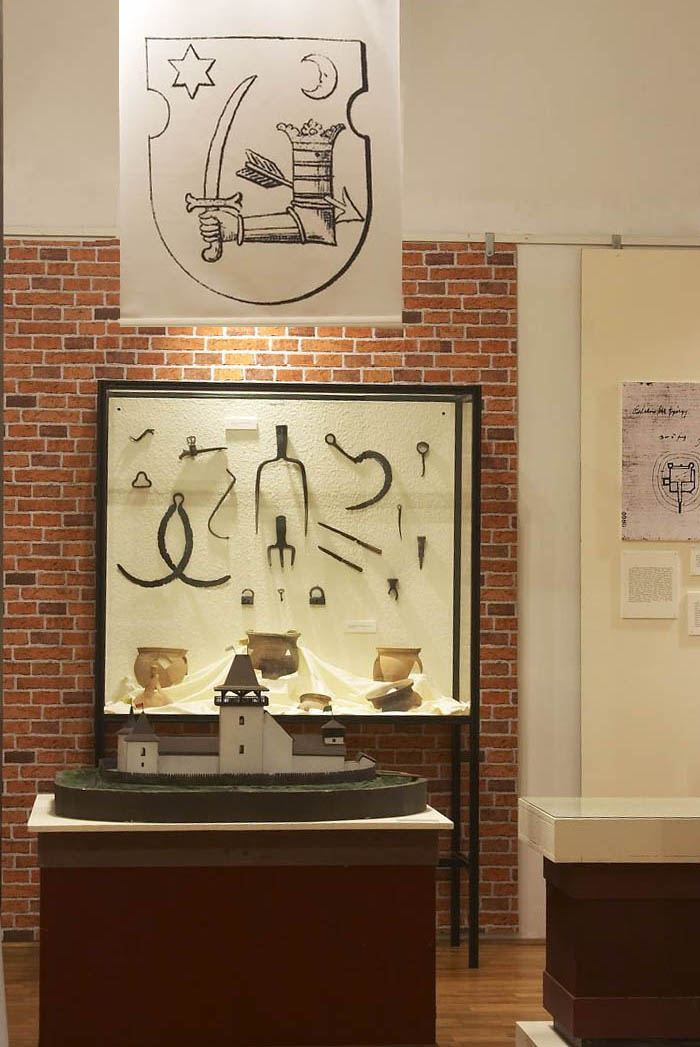
Maquette et éléments retrouvés au château; armories de la famille Both de Bajna.

## Sources
- László Vándor: Botszentgyörgy vára, Ed. par "Association pour la défense et l'étude de la ville de Nagykanizsa" (Nagykanizsai Városvédő Egyesület Honismereti Köre) & Dr Ferek Cseke, Kanizsai, 1995. ISSN 1216-3724  (ISBN 963 0447967)
- Nagykanizsa - „Romlottvár” - Le château médiéval de Botszentgyörgy, Szekér György, département des Arts, 2007, Budapest
- Exposition et photos (fouilles archéologiques) du château ("Vár és város - Kanizsa és Botszentgyörgy vára" kiállítás képei), 2009
- Historique (Háttér) sur site de géocaching hongrois
- Pose de la stèle sur le site de la ville de Nagykanizsa